# Promontorium Taenarium
Das Promontorium Taenarium ist ein Vorsprung des lunaren Berglands östlich des Mare Nubium in dessen Ebene, westlich des Kraters Arzachel und südlich von Lassell.